# Xeromphalina fraxinophila
Xeromphalina fraxinophila es una especie de hongo de la familia Mycenaceae. Se encuentran en los  bosques de hoja perenne del mediterráneo, de la zona sur de la península ibérica. Se caracteriza por su hábitat en el suelo, la forma del sombrero (píleo) es en láminas, arqueado-decurrentes, su color es anaranjado-marrón a rojo-marrón.